# Oodes helopioides
Oodes helopioides – gatunek chrząszcza z rodziny biegaczowatych i podrodziny dzierowatych.

## Taksonomia
Gatunek ten opisany został po raz pierwszy w 1792 roku przez Johana Christiana Fabriciusa pod nazwą Carabus helopioides.

## Morfologia
Chrząszcz o wydłużonym, szeroko-owalnym w zarysie ciele długości od 7,6 do 9,4 mm, ubarwionym matowo czarno, co najwyżej z góra trzema początkowymi członami czułków rudobrązowymi. Ogólny pokrój jest bardziej przysadzisty, krótszy i szerszy niż u O. gracilis. 
Wierzch ciała jest nagi i gładki. Głowa ma wargę górną o przedniej krawędzi zaopatrzonej w trzy pary chetoporów (punktów szczecinkowych). Długość pokryw jest mniejsza niż półtorakrotność ich szerokości, ósmy międzyrząd u szczytu kilowato wyniesiony, ósmy rząd u szczytu wgłębiony i osiągający szew, a dziewiąty rząd ma między dużymi punktami punktowanie drobniejsze. Przedpiersie ma zaokrąglony wierzchołek wyrostka międzybiodrowego. Poza tym spód ciała odznacza się wyraźnie, grubo punktowanymi episternitami zatułowia. Odnóża przedniej pary u samców odznaczają się stopami o trzech początkowych członach rozszerzonych, trzykrotnie szerszych od członu czwartego.

## Ekologia i występowanie
Owad rozmieszczony od nizin po przedgórza. Zasiedla stanowiska wilgotne i zacienione, niedalekie od wody, w tym pobrzeża wód słodkich, torfowiska i mokradła. Preferuje gleby gliniaste.
Gatunek palearktyczny. W Europie znany jest z Hiszpanii, Wielkiej Brytanii, Francji, Belgii, Luksemburga, Holandii, Niemiec, Szwajcarii, Liechtensteinu, Austrii, Włoch, Danii, Szwecji, Norwegii, Finlandii, Estonii, Łotwy, Litwy, Polski, Czech, Słowacji, Węgier, Ukrainy, Mołdawii, Rumunii, Bułgarii, Słowenii, Chorwacji, Bośni i Hercegowiny, Serbii, Czarnogóry, Albanii, Macedonii Północnej, Grecji oraz europejskiej części Rosji. W Afryce Północnej stwierdzony został z Maroka. W Azji podawany jest z syberyjskiej części Rosji, anatolijskiej części Turcji, Kazachstanu, Tadżykistanu oraz Iranu. Na północ sięga do koła podbiegunowego.
Na „Czerwonej liście zwierząt ginących i zagrożonych w Polsce” oraz na „Czerwonej liście chrząszczy województwa śląskiego” umieszczony został jako gatunek narażony na wymarcie (VU).